# Брожа (річка)
Брожа (біл. Брожа), також Продвинка (біл. Продзвінка), Брожка (біл. Брожка) — річка в Бобруйському районі Могильовській області Білорусі, права притока Березини (басейн Дніпра).
Довжина річки 28 км. Площа водозбору 390 км². Середній нахил водної поверхні 0,6 м/км. Починається між селами Мочулки та Мартинівка, гирло за 1,5 км від села Продвине. У верхній течії 10 км річища каналізовано. Основна притока — річка без назви, якая впадає у Брожу праворуч поблизу села Глібова Рудня.
Біля річки розташовані села Лосі, Брожа, Глібова Рудня, Продвине, селище Брожа.